# لويس غارسيا (كاتب)
لويس غارسيا (بالإسبانية: Luis García Berlanga) (و. 1921 – 2010 م) هو مخرج أفلام، وكاتب سيناريو إسباني، ولد في بلنسية، وكان عضوًا في الفرقة الزرقاء، توفي في مدريد، عن عمر يناهز 89 عاماً.

## جوائز
حصل على جوائز منها:
- جائزة جويا لأفضل مخرج [الإنجليزية]‏، عن عمل: Everyone Off to Jail [الإنجليزية]‏ (1994)
- دكتوراه فخرية (1989)
- جائزة أميرة أشتوريس للفنون  [لغات أخرى]‏ (1986).

## وصلات خارجية
- لويس غارسيا على موقع IMDb (الإنجليزية)
- لويس غارسيا على موقع ألو سيني (الفرنسية)
- لويس غارسيا على موقع تيرنر كلاسيك موفيز (الإنجليزية)
- لويس غارسيا على موقع أول موفي (الإنجليزية)
- لويس غارسيا على موقع قاعدة بيانات الأفلام السويدية (السويدية)
- لويس غارسيا على موقع قاعدة بيانات الفيلم (الإنجليزية)
- لويس غارسيا على موقع كينوبويسك (الروسية)